# Hainthal (Fraunberg)
Hainthal ist ein Ortsteil der Gemeinde Fraunberg, Landkreis Erding, Oberbayern.

## Lage
Die Einöde liegt rund zwei Kilometer nordöstlich von Fraunberg. 